# NGC 793
NGC 793 is een dubbelster in het sterrenbeeld Driehoek. Het hemelobject werd in 1886 ontdekt door de Duits-Britse astronoom Jacob Gerhard Lohse (1851-1941).